# John Graves Simcoe
John Graves Simcoe (Cotterstock, 25 febbraio 1752 – Exeter, 26 ottobre 1806) è stato un militare e politico inglese, fu il primo Luogotenente governatore dell'Ontario dal 1791 al 1796.

## Biografia
Terzogenito di origine John (1710–1759) e Katherine Simcoe (cognome da nubile Stamford), entrambi di origine cornica. Suo padre, era capitano di marina in servizio nella Royal Navy e era al comando della HMS Pembroke, a bordo della quale partecipò all'assedio di Louisbourg. Quando John morì sulla Pembroke di polmonite nel 1759 alle foci del Saint Lawrence e venne sepolto in mare, il resto della famiglia si trasferì nella dimora materna ad Exeter, dove il giovane John iniziò il suo percorso formativo, prima presso la locale scuola di grammatica, e successivamente all'Eton College dal 1765 al 1768 e poi al Merton College, dal 1769 al 1770.

Pur essendo stato ammesso al Lincoln’s Inn, per esercitare la professione di avvocato, il giovane Simcoe abbandonò gli studi per intraprendere la carriera militare come suo padre, fece ritorno ad Exeter dove venne preparato privatamente da un istruttore militare e fece il suo ingresso nell'esercito il 27 aprile 1770 nel reggimento del 35th (Royal Sussex) Regiment of Foot, allora di stanza in Inghilterra. Nell'aprile del 1773, Simcoe si imbarcò con il suo reggimento per l'Irlanda, presso la guarnigione di Dublino, e venne promosso al grado di tenente il 12 marzo 1774; prestò servizio come aiutante di campo fino a quando non lasciò il reggimento. Nell'aprile del 1775 il 35th Regiment of Foot si imbarcò da Cork per raggiungere la guarnigione acquartierata a Boston, come parte del contingente di rinforzi. All'interno della guarnigione di Boston, Simcoe ottenne il grado di capitano nella compagnia granatieri del 40th (the 2nd Somersetshire) Regiment of Foot il 27 dicembre 1775 e con il nuovo reggimento partecipò alle campagne di New York e del New Jersey nel 1776 e Filadelfia nel 1777, nel corso della quale fu gravemente ferito nella Battaglia di Brandywine.

Dopo aver ottenuto un rifiuto alla sua proposta di organizzare un corpo dagli schiavi liberi di colore di Boston, il 15 ottobre 1777 gli venne assegnato il comando dei Queen's Rangers (noti in seguito come Simcoe's Rangers), un gruppo misto di soldati di fanteria e cavalleggeri, che aveva personalmente auspicato, sostenendo come gli eserciti continentali non avessero pienamente apprezzato l'utilità tattica delle unità leggere. Prima con il grado di maggiore e successivamente con quello di tenente colonnello, Simcoe si rese celebre con il suo reggimento nelle campagne di raid, ricognizione e schermaglie rendendo i Queen's Rangers l'unità militare più temuta all'interno dello schieramento lealista americano.
Nel 1779, tuttavia, venne catturato e trascorse sei mesi come prigioniero di guerra. Liberato, il 19 dicembre 1781 ottenne il brevetto militare di tenente colonnello, per fare subito dopo ritorno ad Exeter in convalescenza. 
 Il 30 dicembre 1782 sposò Elizabeth Postuma Gwillim, figlia del tenente colonnello Thomas Gwillim e nipote del padrino di Simcoe, l'ammiraglio Samuel Graves. Nel corso del suo periodo di convalescenza ad Exeter, Simcoe ebbe modo di curare l'edizione del suo Journal of the Operations of the Queen’s Rangers, pubblicato nel 1787, un trattato di tattica militare che sarebbe stato un punto di riferimento per gli ufficiali inglesi che avrebbero affrontato le truppe leggere di Napoleone Bonaparte durante le Guerre rivoluzionarie francesi. In quello stesso anno pubblicò anche Remarks on the Travels of the Marquis de Chastellux, nel quale condannava esplicitamente l'intervento della Francia napoleonica in territorio americano. 

Entrato in parlamento nella House of Commons, in qualità di rappresentante del collegio elettorale e rotten borough di St Mawes, Cornovaglia, Simcoe si interessò di questioni coloniali e ottenne, per volere di Sir Guy Carleton, allora Governatore della Provincia del Quebec, la carica di Luogotenente governatore dell'Ontario, il 12 settembre 1791.